# Кам'яниця Лукашевичів
Кам'яниця Лукашевичів — житловий будинок на східній стороні площі Ринок у Львові.

## Історія
Будинок був збудований у 16 столітті, але у 1571 був майже повністю знищений пожежею, зберігся тільки перший поверх.
У 1571—1577 роках будинок відбудовується архітектором Петром Красовським на замовлення міщанки П. Гангль. Відомо, що його фасад мав багатий декор: був прикрашений різьбленням, колонами, карнизами.
Під час перебудови XIX ст. фасад був позбавлений первісного декору і тинькований, що надало будівлі рис класицизму.
В 1920-х роках будинок був сполучений із сусідніми, і в ньому була розміщена експозиція історичного музею.